# Harpactea ortegai
Harpactea ortegai es una especie de arañas araneomorfas cavernícola de la familia Dysderidae.

## Distribución geográfica
Es endémica del sur de la península ibérica (España).